# Club Atlético San Pedro
El Club Atlético San Pedro, más conocido como Atlético San Pedro, es un club deportivo argentino con sede en San Pedro, Jujuy, Argentina. Fundado el 6 de septiembre de 1917, el club tiene su sede en el estadio San Pedro. Durante la temporada 2020/21, participó en el Torneo Regional Amateur y está afiliado a la Liga del Ramal Jujeña de Fútbol.

## Historia
Se fundó el 6 de septiembre de 1917. Años más tarde, se afilió a la Federación Jujeña de Fútbol en la categoría intermedia de ascenso. Once años después de su fundación como institución deportiva, se unió a la Liga Cruzalteña. Además, el club fue uno de los miembros fundadores de la Asociación Cultural de Fútbol. A lo largo de su historia, el Club Atlético San Pedro ha participado en varios campeonatos oficiales, logrando la victoria en cuatro ocasiones con la destacada contribución de jugadores destacados, uno de los cuales se ha convertido en uno de los más populares del club.

## Estadio
El estadio donde el Club Atlético San Pedro City juega sus partidos como local es el San Pedro, denominado así por razones de patrocinio. Está ubicado al este de la ciudad y fue inaugurado durante los torneos de la Liga Jujeña de Fútbol. El club ha utilizado este estadio con una capacidad para 2000 espectadores como su sede desde la temporada 2003-04.